# Maarten Veldhuis
Maarten Veldhuis (Goes, 1956) is een Nederlands musicus en schrijver van kinderboeken. Hij woont en werkt in Haarlem. 

## Jonge jaren
Maarten Veldhuis groeide op aan de Noordenbergstraat in Deventer tegenover Stadsarchief en Athenaeumbibliotheek. Zijn vader was Rijksinspecteur van de ruimtelijke ordening in Gelderland en Overijssel. 
Hij studeerde vanaf 1976 Geschiedenis en Engelse Taal- en Letterkunde aan de Universiteit van Amsterdam. Vóór zijn afstuderen, stapte hij over naar de muziek.

## Muziekoeuvre

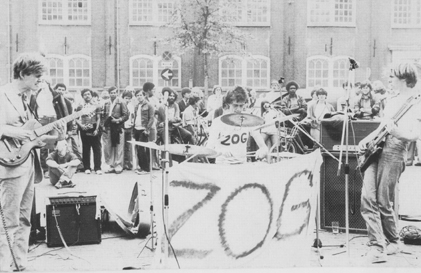
Foto Ella Elbersen, 1982.

Maarten Veldhuis werkte van 1980 t/m 1984 bij geluidsstudio Joke's Koeienverhuurbedrijf in Schellingwoude nadat hij in Amsterdam eigenaar Dolf Planteijdt had ontmoet. Met Wouter Planteijdt en Steven van de Broecke richtte hij in 1982 de band ZOG op. Er verscheen één album met composities gemaakt in real time: Do Ze Funky Wiz Me (1982). Hij was onder leiding van Dolf Planteijdt bassist en drummer in avantgarde gitaar collectief 't Oorlogspad. Hij droeg bij aan muziekproducties die als bijlage verschenen bij publicaties van Gramschap.    

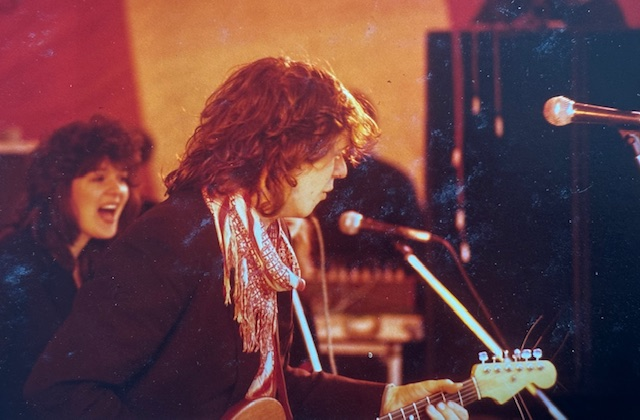
Grin. Bevrijdingspop Haarlem, 1985.

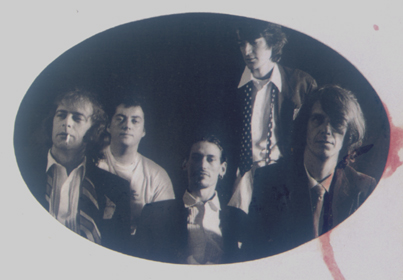
The Blue Man Can. Foto Lucy Brandhof, 1995. Live bij Ekkel Horizontaal (23 April 1993): https://www.vpro.nl/speel~POMS_VPRO_4819752~ekkel-horizontaal~.html

Hij richtte in Haarlem de band Grin op. Grin bestond van 1984 t/m 1986 en maakte één album: A View from the Valley (1986). Het nummer You Need A Gun (To Blow My Mind) werd opgepakt door radioprogramma VARA's Popkrant en werd een culthit.
Hij richtte The Blue Man Can op en tekende als zanger/frontman bij Sony Music Publishing. The Blue Man Can produceerde vijf singles en twee albums: The Blue Man Can (1993) en Family Fun (1995). De band bestond uit gitaristen Wouter Planteijdt en Arnold Smits, bassisten Gert-Jan Blom en Thijs Vermeulen, drummer Martijn Bosman, en blazer Roland Brunt.
Maarten Veldhuis drumde ondertussen bij Morzelpronk en schreef teksten voor albums van The Pilgrims waaronder twee hit singles: White Men (1991) en I can't resist (1995).
Onder zijn pen naam Larry Cook verschenen twee albums: soloalbum Greetings from Promiseville (2003), opgenomen door technicus Jan Piet Exalto in Studio Zeezicht, en The Love Interest (2008), met drummer Richard Heijerman, bassist Thijs Vermeulen, toetsenist Roel Spanjers, en gitarist/producer Wouter Planteijdt, door Exalto opgenomen in Grasland.
Hij was betrokken bij de oprichting van management kantoor Off the Record waar hij van 1994 t/m 1998 ook werkte. Hij bracht daar Bloem de Ligny onder, en hij werkte aan de totstandkoming van Bloems debuutalbum Zink (1998) in de Townhouse Studios in Londen. Hij was op initiatief van Daan van Rijsbergen van 2007 t/m 2013 trainer van The Hype. Hij was jarenlang docent samenspel op de popafdeling van Muziekschool Haarlem. 
In de jaren 80 en 90 gebruikte Maarten Veldhuis het podium om het Palestijns verzet moreel te steunen. 
Zijn column de oude man in uitgaansagenda LUNA verscheen maandelijks van ongeveer 1988 t/m 1998. Vanaf 1999 pakte hij andere disciplines van het schrijven op.

## Discografie

### Albums
- 2024 - Grin: A View from the Valley. Remastered. (Sounds Haarlem Likes Vinyl)
- 2008 - Larry Cook: The Love Interest (Promiseville Records / Sonic Rendezvous 9-789081277815)
- 2003 - Larry Cook: Greetings from Promiseville (Idol Media 8-71360691023-0)
- 2003 - Grin: Anthology (eigen beheer)
- 1995 - The Blue Man Can: Family Fun (Sony Music Publishing / Bananas)
- 1993 - The Blue Man Can: The Blue Man Can (Sony Music Publishing / Bananas 997-0502)
- 1986 - Grin: A View from the Valley (Haznee Records)
- 1982 - ZOG: Do Ze Funky Wiz Me (DEI 975,9)

### Singles
- 1996 - The Blue Man Can: Temporary Madness (Sony Music Publishing 662092)
- 1995 - The Blue Man Can: Fairweather Friends (Sony Music Publishing 662427-1)
- 1993 - The Blue Man Can: Hedgehog (Bananas 9970503)
- 1993 - The Blue Man Can: Funkin' with the Enemy (Bananas 9970523)
- 1993 - The Blue Man Can: Listen to the Bodies Fall (Bananas 9970523)
- 1979 - Maarten Veldhuis: Talking Talking/The Exercise (eigen beheer)

### Gastbijdragen

#### Tekstdichter en componist

##### Albums
- 2022 - Yorick van Norden. Playing by Ear. Excelsior Recordings, vinyl, lp, album, EXCEL 9666.
(geschreven met Yorick) "Empty Words", "Nothing's Ever Planned", "(Isn't It So) Sad About As", "The Ways of Love", "The Loving Kind", "For a Moment".
- 2018 - Yorick van Norden. The Jester. Excelsior Recordings, vinyl EXCEL 96523, cd EXCEL 96524.
(geschreven met Yorick) "The Forest of the Mind", "Train in the Station", "Days", "Another Day in London Town", "More Than Words", "Miss Serene", "The Girl in the Window", "A Song for You", "Love's Taking Over", "Light Up Love", "So Sad", "Gettin' In over My Head".
- 2015 - Yorick van Norden. Happy Hunting Ground. Excelsior Recordings, vinyl EXCEL 96426, cd EXCEL 96427. 
(geschreven met Yorick) "Blood Money", "Gonna Try for the Sun", "Only by Memory", "Hard Road Up, Free Fall Down", "Divide and Rule", "Surrender to Love", "Who Knows, Maybe", "Stranglehold", "Gamblin' Mama", "Tangier", "I Fly a Kite".
- 2011 - The Hype. Have You Heard The Hype? CNR Entertainment.
(geschreven met Yorick) "Do You Know?" "Do You Remember School?", "Follow the Sun", "Travelogue".
(met Dennis Weijers) "Don't Give Up on Me".
- 1995 - The Pilgrims. Hurrah. Van Record Company 74321 257762.
"Can't Resist", "World".
- 1993 - The Pilgrims. Red. Columbia Records / Sony Music Publishing 473534-2.
"Runaway", "We Gotta Get Out of Here", "Missing You", "Information", "Children of Today", "Can't Let Go", "Here Comes That Rain Again", "Heaven Knows Your Name", "Angels Falling", "Heaven", "Silence", "Mi Perro Esta Muerte".
- 1991 - The Pilgrims. Once to Everything. Columbia Records / Sony Music Publishing 468054-2.
"White Men", "Any Trick", "Hang On", "I Want You", "Picture of Anna".
- 1990 - Sjako!. Secret Skin. Columbus Records 846 483-2.
"Lethal One".

##### Singles
- 2012 - Isaac Bullock. "From Fort Europe" (tekst, muziek, drums, achtergrondzang). Donatie aan Vluchtelingenwerk Noord-Holland.
- 2011 - "Who Knows, Maybe" (titelsong van het boek Glijvlucht van Anne-Gine Goemans; tekst en muziek met Yorick van Norden). Uitgeverij De Geus
- 2010 - The Hype. "Do You Know" (met Yorick van Norden). Talpa Music / B2 Music BV
- 1995 - The Pilgrims. "Can't Resist" – VAN 256922
- 1995 - The Pilgrims. "World" – VAN 25692
- 1991 - The Pilgrims. "I Don't Believe What the White Man Says" Sony Music Publishing
- 1990 - Sjako!. "Lethal One", vinyl, 7", 45-rpm-single, stereo – Columbus Records 875906-7

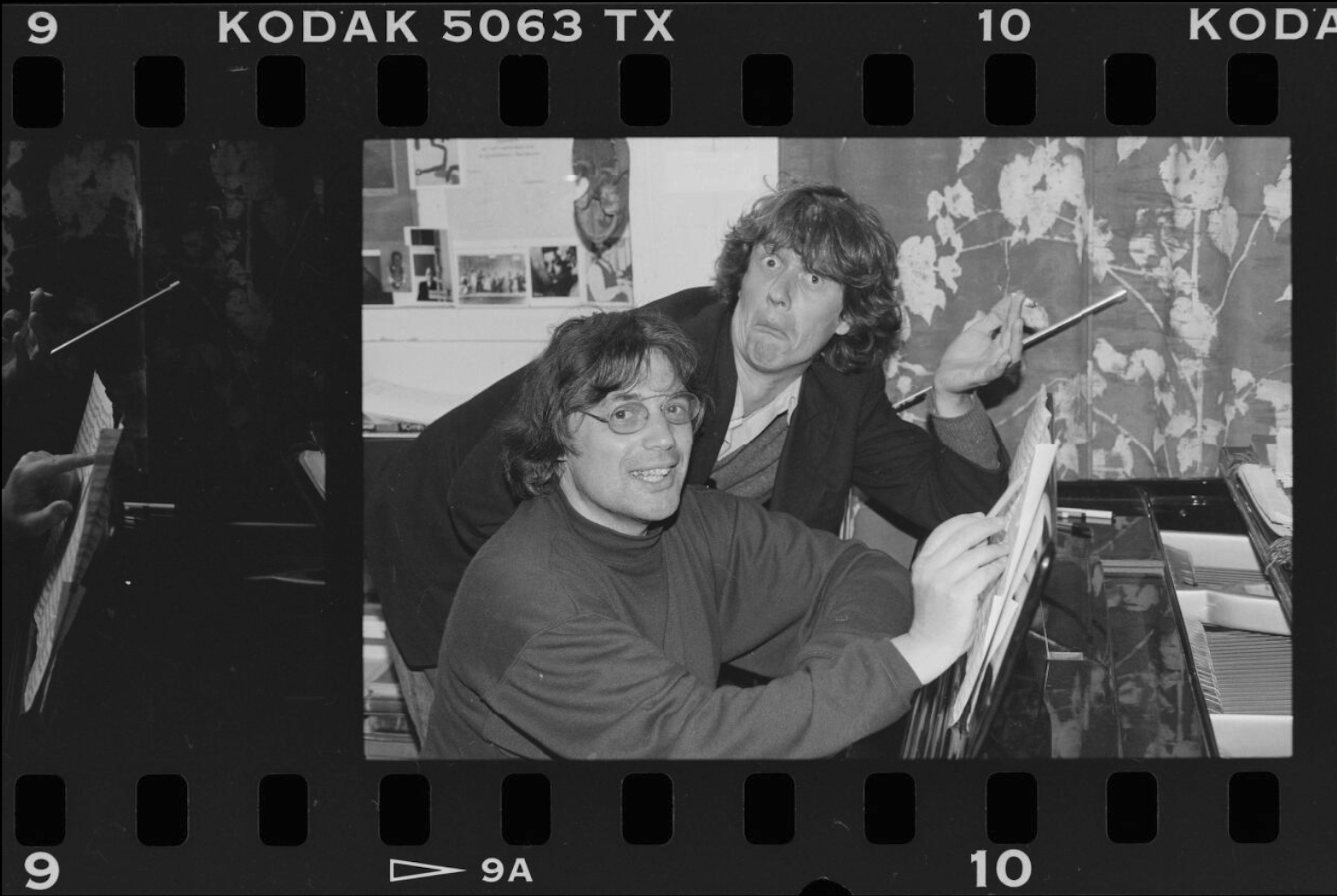
Met pianist Frans Heldoorn. Foto Michael van Geyt, 1989.

- 1990 - Sjako!. "Lethal One", cd-single – Columbus Records 875 906-2
- 1990 - Sjako!. "Lethal One", radioversie

#### Instrumentalist
- 2001 - Morzelpronk. K'lompenzorro. (drums en gitaar) Live in Paradiso. cd. ADM-disc.
- 1998 - Bloem de Ligny. Zink. (gitaar, basgitaar, drums, producer) Sony Music Publishing.
- 1998 - The Rhinestones & Kathenka. Chelsea Girl. (drums en basgitaar) cd. ADM-disc.
- 1991 - Morzelpronk. Tirade. (drums en gitaar) cd. ADM-disc.
- 1989 - Morzelpronk. Raket naar de maan. (drums en gitaar) 12". ADM-disc.
- 1988 - Morzelpronk. Tien toffe gitaarmelodieën. (drums en gitaar) lp. Konkurrel.

### Secundaire
- You Need a Gun to Blow My Mind (Grin) in 50 Jaar Nederpop Rare & Obscure. Leo Blokhuis (2008). 4 cd's. Universal.
- Listen to the Bodies Fall (Grin) in Emma (1986). Dubbel-lp, Konkurrent.

## Laatste voorstellingen
- 6 december 2024. Grin – Reünie. Patronaat, Haarlem.
- 2011 – 2015. Artistiek leider Club Beeckestijn. Club Beeckestijn organiseerde de openingsavonden van Beeckestijnpop met als doel muzikaal erfgoed levend en toegankelijk houden voor jong en oud.
- 2009 – 2013. Muziekprogrammeur De Waag Haarlem.
- 2001. Initiator en musicus van tournee W.S. Walcott Medicine Show (samen met Wouter Planteijdt en Hans van der Lubbe). In deze ode aan The Band is gekozen voor het afscheidsconcert The Last Waltz. De bezetting bestond uit Hans van der Lubbe, Roland Brunt, JB Meijers, Wouter Planteijdt, Richard Heijerman, Merlijn Snitker, Erwin Benjamins, Rodney Calis, Patrick Votrian, Onno Bosch, en Maarten Veldhuis.[7]
- 25 oktober 1998. Jacques Brel leeft! met Chris Bailey, Maarten Veldhuis en Frédérique Spigt, Café De Roemer, Haarlem.
- premièredatum 28 december 1997. Gitarist in Chelsea Girl, een muziektheaterproductie van Carina Molier gebaseerd op het leven van Velvet Underground-zangeres Nico. Chelsea Girl was het openingsstuk van het Salzburgse Theaterfestival.

## Film
Maarten Veldhuis was script editor van Van God Los voor Paul Jan Nelissen en Pieter Kuijpers. Van God Los (Pupkin 2003) ontving het Gouden Kalf voor Beste Scenario 2003.
Hij schreef met Paul Jan Nelissen en Yasmin Jaffri mede het script van Oorlogswinter. Hij was samen met Yasmin Jaffri mede-vertaler van het Engelse script. Oorlogswinter (Isabella Films 2008) werd genomineerd voor het Gouden Kalf voor Beste Scenario 2009. Winter in Wartime stond op de Shortlist van de 82e Academy Awards in de categorie Best International Feature Film in 2010.

## Jeugdliteratuur
Voor Kluitman schreef hij met Bies van Ede het 67e, 68e, en 69e deel van de Kameleon-reeks onder het pseudoniem B.M. de Roos.
- De Kameleon is terug! (Kluitman 2014)
- Knallen met de Kameleon (Kluitman 2015)
- De Kameleon. Onrust in Lenten (Kluitman 2016)

Daarna schreef hij deel 70, 71, en 72 onder de pennaam M. de Roos: 
- Geheimzinnige zaken in Lenten (Kluitman 2017)
- De Kameleon en het zwaard van Grutte Pier (Kluitman 2019)
- De Kameleon en de mysterieuze pup (Kluitman 2021)

- MusicBrainz: ca17dcb6-6114-4715-90fb-b4cc004b0eec